# الأدوية التخصصية في الولايات المتحدة
الأدوية التخصصية أو الأدوية المتخصصة هي تسمية حديثة للأدوية تصنفها على أنها عالية التكلفة، وبدرجة عالية من التعقيد و/ أو تتطلب رعاية عالية وخاصة. غالبا ما تكون الأدوية التخصصية أدوية بيولوجية- وهي أدوية مشتقة من خلايا حية تُعطى عن طريق الحقن أو الغرس (على الرغم من أن بعض الأدوية يُعطى عن طريق الفم). تُستخدم لعلاج الحالات المزمنة المعقدة أو النادرة مثل السرطان، التهاب المفاصل الروماتويدي، الهيموفيليا، إتش آي في. الصدفية، مرض التهاب الأمعاء والتهاب الكبد الوبائي سي. في عام 1990 كان هناك 10 أدوية تخصصية في السوق، وبعد حوالي خمس سنوات تقريبا ارتفع عددها إلى 30، وبحلول عام 2008 بلغ عددها 200، وبحلول عام 2015 وصل عددها إلى 300.
يمكن تعريف الأدوية بأنها تخصصية بسبب ارتفاع أسعارها. يعرّف برنامج الرعاية الطبية (Medicare) أي دواء بسعر متفاوض عليه يبلغ 670 دولارًا أمريكيًا شهريًا أو أكثر بأنه دواء متخصص. تُوضع هذه الأدوية في فئة تخصصية تتطلب تكاليف أعلى للمريض. يكون تحديد الأدوية على أنها تخصصية عندما تحتاج متطلبات خاصة للتعامل معها أو عندما يكون الدواء متاحًا فقط من خلال شبكة توزيع محدودة. بحلول عام 2015، "شكلت الأدوية التخصصية ثلث إجمالي الإنفاق على الأدوية في الولايات المتحدة، ارتفاعًا من 19% في عام 2004 ومن المتوقع أن تصل إلى 50% في السنوات العشر المقبلة"، وفقًا لشركة آي إم إس هيلث IMS Health.
وفقًا لمقال نُشر عام 2010 في مجلة فوربس، أصبحت الأدوية التخصصية للأمراض النادرة أكثر تكلفة "مما يتصوره أي شخص" وجاء نجاحها في وقت كانت فيه تجارة الأدوية التقليدية المتمثلة في بيع الأدوية للجماهير في حالة تراجع. وفي عام 2015، أشارت تحليلات أجرتها صحيفة وول ستريت جورنال إلى أن التكلفة الكبيرة كان بسبب القيمة المتصورة لعلاجات الأمراض النادرة والتي عادة ما تكون باهظة الثمن عند مقارنتها بعلاجات الأمراض الأكثر شيوعًا.